# Marquinhos Cipriano
Pour les articles homonymes, voir Marquinhos (homonymie).
Marcos Robson Cipriano, plus communément appelé Marquinhos Cipriano, est un footballeur brésilien né le 27 mars 1999 à Catanduva. Il évolue au poste d'arrière gauche avec le FC Sion.

## Carrière

### En sélection
Avec les moins de 20 ans, il participe au championnat sud-américain des moins de 20 ans en 2019. Lors de cette compétition, il joue six matchs.

## Palmarès
- Champion d'Ukraine en 2019 avec le Chakhtar Donetsk